# Purua
Purua es una localidad al noreste de Whangarei en Northland, Nueva Zelanda. Una colina también llamada Purua con una cumbre de 387 metros sobre el nivel del mar se encuentra al este.

## Educación
Purua School es una primaria mixta completa (1-8 años).